# Christine Chubbuck
Christine Chubbuck (24 tháng 8 năm 1944 – 15 tháng 7 năm 1974) là một phóng viên tin tức truyền hình người Mỹ, từng làm việc cho đài WXLT-TV ở Sarasota, Florida. Cô là người đầu tiên tự tử ngay trên sóng truyền hình trực tiếp.

## Đầu đời
Christine Chubbuck sinh ra ở Hudson, Ohio, là con gái của Margaretha D. "Peg" (1921–1994) và George Fairbanks Chubbuck (1918–2015). Cô có hai anh trai, Greg và Tim. Chubbuck theo học tại Trường nữ sinh Laurel ở Shaker Heights thuộc vùng ngoại ô Cleveland. Lên cao học, Chubbuck chọn học chuyên ngành nghệ thuật sân khấu tại Đại học Miami ở Oxford, Ohio, sau đó theo học Cao đẳng Endicott ở Beverly, Massachusetts. Cô đã lấy bằng phát thanh truyền hình tại Đại học Boston vào năm 1965.
Từ thời trẻ, Chubbuck đã tỏ ra là một người cô đơn. Trong những năm ở Laurel, cô nói đùa rằng mình đã thành lập "Câu lạc bộ độc thân tuyệt vời" với những cô gái "bị từ chối" khác, không hẹn hò vào tối thứ Bảy. Theo Greg, anh trai của Christine Chubbuck, khi lên 21 tuổi cô từng tìm hiểu với một người đàn ông khoảng 30. Nhưng cha của cô đã không chấp thuận mối quan hệ này và Chubbuck chưa bao giờ hẹn hò ai khác kể từ đó.

## Sự nghiệp

### Ban đầu
Chubbuck làm việc cho đài WVIZ ở Cleveland từ năm 1966 đến 1967 và tham dự Hội thảo hè Phát thanh và Truyền hình tại Đại học New York vào 1967. Cùng năm này, cô làm tại đài WQED-TV ở Pittsburgh, Pennsylvania trong ba tháng, với tư cách là trợ lý sản xuất cho hai chương trình địa phương Women's World và Keys to the City. Năm 1968, Chubbuck quyết định rời WQED để dành bốn năm làm nhân viên vận hành máy tính bệnh viện với hai năm làm cho một công ty truyền hình cáp ở Sarasota, Florida. Trước thời điểm gia nhập chi nhánh ABC WXLT-TV (nay là WWSB), cô cũng từng nằm ở bộ phận giao thông của WTOG-TV (St. Petersburg).
Vài năm trước khi qua đời, Chubbuck đã chuyển đến ngôi nhà trú hè của gia đình tại Siesta Key, Florida. Viết về sự kiện này, tờ The Washington Post cho biết tại đây cô sơn phòng ngủ và chiếc giường có màn che của mình để trông giống như phòng một thiếu niên. Sau khi cha mẹ Chubbuck ly hôn, mẹ cô Peg và anh trai Greg cũng đến sống tại ngôi nhà ở Florida. Khi Greg rời đi, anh trai Tim của cô chuyển đến. Chubbuck đã có mối quan hệ thân thiết với gia đình, trong đó cô xem mẹ và Greg là những người bạn thân thiết nhất.

### WXLT-TV
Một trong những chủ sở hữu WXLT, Bob Nelson, ban đầu đã thuê Chubbuck làm phóng viên, nhưng sau đó lại tuyển cô vào một chương trình tin tức, trò chuyện về các vấn đề cộng đồng mang tên Suncoast Digest, phát sóng lúc 9:00 sáng. Giám đốc sản xuất Gordon J. Acker đã mô tả chương trình mới của Chubbuck trên một tờ báo địa phương: "Suncoast Digest sẽ giới thiệu những người dân trong khu vực và các hoạt động tại đây. Chẳng hạn, chương trình sẽ dành thời lượng nói về các cửa hàng "bình phong" giúp đỡ người nghiện rượu, người sử dụng ma túy và những người "lạc lối" khác trong cộng đồng". Trang năm bài báo là hình ảnh Chubbuck đang mỉm cười tạo dáng bên chiếc máy ảnh của WXLT.
Chubbuck rất nghiêm túc với vị trí công việc của mình. Cô đã mời các quan chức địa phương từ hai thành phố Sarasota và Bradenton thuộc Florida đến tham gia chương trình để thảo luận về các vấn đề được quan tâm liên quan tới một cộng đồng bãi biển ngày càng phát triển. Sau khi cô qua đời, tờ Sarasota Herald-Tribune đưa tin rằng Chubbuck đã được đề cử cho Giải thưởng Công nhận Bảo tồn và Lâm nghiệp bởi văn phòng quận Bradenton của Phòng Lâm nghiệp Florida. Người kiểm lâm huyện Mike Keel cũng xem cô như một "ứng cử viên nặng ký". Tuy nhiên, trái ngược với sự nỗ lực của Chubbuck, chương trình mà cô dẫn thường chỉ thu hút 500 hộ dân trong khu vực theo dõi và ở mùa cao điểm sẽ lên khoảng 1000.

## Qua đời

### Trầm cảm
Chubbuck đã trò chuyện rất lâu với gia đình về sự đấu tranh của cô với chứng bệnh trầm cảm và xu hướng tự tử, nhưng không tiết lộ ý định sẽ chết bằng cách tự sát trên truyền hình trực tiếp. Vào năm 1970, cô từng cố gắng sử dụng ma túy quá liều và sau này thường xuyên nhắc lại sự kiện đó. Chubbuck đã gặp bác sĩ tâm thần cho đến vài tuần trước khi cô qua đời. Lo sợ con gái bị sa thải, mẹ Chubbuck quyết định không nói với ban quản lý WXLT về tình trạng của cô.
Việc Chubbuck quá để tâm đến sự thiếu vắng các mối quan hệ thân mật thường được cho là tác nhân chính dẫn đến chứng trầm cảm của cô. Mẹ cô đã gói gọn nguyên do lại rằng "con tôi tự tử chỉ đơn giản là vì đời sống cá nhân của nó chưa đủ đầy". Trước đó, cô từng than thở với đồng nghiệp về sinh nhật lần thứ 30 của mình và bản thân vẫn còn là trinh nữ, chưa bao giờ hẹn hò quá hai lần với một người đàn ông. Anh trai Chubbuck, Greg, cũng đồng ý rằng em gái đã gặp khó khăn trong việc kết nối xã hội ở thị trấn nghỉ mát ven biển này. Ông tin rằng tính tự ti thường trực trong Chubbuck, tự cho mình là người "vô dụng", đã khiến cô sa vào tình trạng trầm cảm kéo dài.
Theo Quinn, Chubbuck có phải lòng đơn phương đồng nghiệp George Peter Ryan. Cô từng nướng cho anh một chiếc bánh nhân dịp sinh nhật và tìm kiếm tình cảm từ đối phương, chỉ để phát hiện ra Ryan đã có quan hệ với phóng viên thể thao Andrea Kirby. Kirby là đồng nghiệp thân thiết nhất với Chubbuck, nhưng sau đó cô được mời vào một công việc mới ở Baltimore; điều này càng khiến Chubbuck chán nản. Mặc dù rất muốn tạo dựng quan hệ gần gũi, song đồng nghiệp Chubbuck cho biết cô thường có thái độ cộc cằn và phòng thủ bất cứ khi nào có ai có những cử chỉ thân thiện đến mình.
Một năm trước khi tự sát, Chubbuck đã phải cắt bỏ buồng trứng bên phải trong một cuộc phẫu thuật và được thông báo rằng nếu không mang thai trong vòng hai đến ba năm, cô sẽ khó có thể thụ thai.
Một tuần trước khi tự sát, cô từng nói với biên tập viên tin tức ban đêm Rob Smith rằng mình đã mua một khẩu súng và nói đùa về việc tự sát trên sóng truyền hình. Smith sau này cho biết ông đã không đáp lại khiếu hài hước "bệnh hoạn" của Chubbuck mà thay đổi chủ đề nói chuyện. Tiếp đó, cô cũng tổ chức một bữa tiệc chỉ vài ngày trước lúc vụ việc xảy ra. Craig Sager, phát thanh viên thể thao của WXLT, nằm trong số những người tham dự tiệc. Sager nhớ lại: "Cô ấy đã có một khoảng thời gian tuyệt vời. Nó giống như 'Ôi Chúa ơi', đây là một khía cạnh hoàn toàn khác đối với Chubbuck". "Đó là bữa tiệc chia tay của cô ấy [trước khi nghỉ việc tại nhà đài] và là cơ hội để cô ấy nói lời tạm biệt với mọi người, nhưng tất nhiên lúc đó chúng tôi không nhận ra ý định của Chubbuck. Điều đã xảy ra quả thực quá sốc". Sager thời điểm này đang tham gia khóa huấn luyện bóng chày mùa xuân khi nhận tin đồng nghiệp tự sát.

### Vụ tự sát
Vào sáng ngày 15 tháng 7 năm 1974, Chubbuck đã khiến đồng nghiệp bối rối khi bày tỏ muốn đọc phần tin mở đầu chương trình Suncoast Digest, điều mà cô chưa từng làm trước đây. Cô cũng có một yêu cầu ghi lại số phát sóng này vào băng. Khách mời chương trình sáng hôm đó đang đứng đợi ở bên kia trường quay trong khi Chubbuck ngồi tại bàn dẫn tin. Trong tám phút đầu tiên của chương trình, Chubbuck đã nói về ba tin thời sự quốc gia và vụ nổ súng ngày hôm trước tại một nhà hàng địa phương Beef & Bottle ở Sân bay Sarasota-Bradenton.
Khi cuộn phim phóng sự quay cảnh nhà hàng gặp sự cố thu phát, Chubbuck đã nhún vai và nói trước ống kính: "Để phù hợp với thông lệ của WXLT là đưa tin kịp thời và đầy đủ nhất về các tin tức bạo lực và máu me tại địa phương, kênh 40 sẽ giới thiệu thứ lần đầu tiên xuất hiện trên tivi. Dưới màn hình có màu, một vụ tự sát sẽ được đưa tin độc quyền". Ngay giây tiếp theo, cô rút khẩu súng lục ổ quay Smith & Wesson Model 36, cỡ nòng .38 và bắn vào sau tai phải. Chubbuck ngã về phía trước một cách thô bạo và giám đốc kỹ thuật ngay lập tức chuyển màn hình phát sóng sang màu đen.

Nhà đài sau đó đã thế sóng Suncoast Digest bằng một quảng cáo dịch vụ công và kế tiếp là một bộ phim. Một số khán giả theo dõi chương trình ngày hôm đó đã gọi đến cảnh sát, trong khi những người khác liên lạc với đài truyền hình để hỏi liệu vụ nổ súng có phải dàn dựng hay không. Tin tức về Christine Chubbuck chỉ sau vài giờ nhanh chóng phủ sóng khắp các mặt báo và truyền hình trên thế giới vì tính đặc biệt của vụ việc.
–Mike Simmons, giám đốc thời sự kênh 40, nói với The Dallas Morning News
Hậu vụ nổ súng, giám đốc tin tức Mike Simmons nhận thấy tập tài liệu mà Chubbuck đọc trong bản tin hôm đó có chứa một kịch bản hoàn chỉnh do cô soạn, không chỉ bao gồm vụ tự sát mà còn có cả phần dẫn cho nhân viên khác đọc để nối sóng chương trình. Ông cho biết kịch bản này yêu cầu tình trạng sức khỏe của Chubbuck sẽ phải rơi vào "nguy kịch".
Chubbuck nhanh chóng được đưa đến bệnh viện Sarasota Memorial nhưng không may qua đời chỉ sau bốn giờ. Khi nhận được tin, một nhân viên của WXLT sớm đã báo cáo tình hình với các đài truyền hình khác dựa vào kịch bản của Chubbuck. Trong một thời gian, đài WXLT phải cho phát lại loạt phim Gentle Ben để tạm thời lấp sóng Suncoast Digest.

### Hệ quả
Thi thể Chubbuck đã được hỏa táng. Lễ tang tổ chức trên bãi biển và tro cốt của cô sẽ được rải xuống Vịnh Mexico. Khoảng 120 người đã tham dự tang lễ, bao gồm cả các quan chức địa phương từng xuất hiện trong chương trình của nữ phóng viên. Ba bài hát mà cô yêu thích, do ca sĩ Roberta Flack thể hiện, cũng được phát trong sự kiện này. Mục sư trưởng lão Thomas Beason đã đọc một bản điếu văn, nói rằng: "Chúng tôi đau khổ trước cảm giác mất mát, chúng tôi sợ hãi trước sự bạo liệt của cô ấy, chúng tôi tội lỗi khi đối mặt với sự khước từ của cô ấy, chúng tôi bị tổn thương bởi lựa chọn tự cô lập của cô ấy và chúng tôi bối rối trước thông điệp mà cô ấy muốn để lại".
Kể từ cái chết của Christine Chubbuck, chương trình mà cô đảm nhận Suncoast Digest vẫn duy trì phát sóng trong vài năm kế tiếp, với những người dẫn mới được thay thế. Simmons, giám đốc nhà đài, cho biết vụ tự sát của Chubbuck không liên quan đến WXLT, như ông đã trả lời vào năm 1977: "Mấu chốt của vấn đề là cô ta là một cô gái 29 tuổi muốn kết hôn nhưng lại không thể".
Đoạn băng ghi lại cái chết của Chubbuck đã không được nhìn thấy kể từ lần lên sóng năm 1974. Điều này làm dấy lên nhiều giả thuyết về tình trạng hiện tại của nó. Chỉ 15 giờ sau khi cô qua đời, gia đình Chubbuck đã đệ đơn ngăn cản đài WXLT công bố đoạn băng chứa cảnh người thân tự tử. Cuốn băng lưu trữ mà cảnh sát trưng làm bằng chứng được giao lại cho mẹ của cô, bà Peg, và đã bị tiêu hủy. Một nhân vật khác sở hữu đoạn băng ghi chương trình là đồng chủ nhà đài Robert Nelson. Sau khi ông mất, cuộn băng thuộc về người vợ góa Mollie. Vào tháng 6 năm 2016, có nguồn tin xác nhận rằng đoạn băng lưu trữ về Chubbuck có tồn tại và nằm dưới quyền sở hữu của Nelson, nhưng đã được giao cho một "công ty luật rất lớn" bởi Mollie để giữ bảo mật. Người này cho biết sẽ không có kế hoạch công bố cuốn băng ra công chúng.
Vào năm 2007, Greg Chubbuck đã lần đầu tiên công khai nói về em gái mình kể từ sau 1974, trong một số chương trình đặc biệt trên kênh truyền hình E!.

## Trong văn hóa đại chúng
Vào năm 2003, Christopher Sorrentino đã đăng truyện ngắn "Condition" lên tạp chí văn học Conjunctions. Nội dung truyện dựa trên vụ tự sát năm xưa của Chubbuck. Năm 2008, blog chơi khăm tự sát 90 Day Jane dẫn vụ tự sát của Chubbuck, bên cạnh R. Budd Dwyer, làm nguồn cảm hứng.
Đến năm 2016, hai bộ phim về Chubbuck lần lượt được trình chiếu tại Liên hoan phim Sundance 2016. Cuốn phim đầu tiên, Christine, do Antonio Campos đạo diễn và có sự tham gia của Rebecca Hall trong vai chính Christine Chubbuck cùng Michael C. Hall trong vai George Peter Ryan. Tác phẩm thứ hai là phim tài liệu Kate Plays Christine, mô tả quá trình tìm hiểu vai diễn Chubbuck của nữ diễn viên Kate Lyn Sheil cho một bộ phim giả định mà cô sắp tham gia.
Năm 2021, Rebecca Maye Holiday xuất bản truyện ngắn "Of Late I Think of Christine Chubbuck". Truyện được viết lần đầu từ năm 2017 và sau đó Holiday đã đưa vào tuyển tập A Blurred Estuary of Demons của cô.
Một truyền thuyết đô thị cho rằng cái chết của Chubbuck đã truyền cảm hứng cho kịch bản phim Network (1976) của Paddy Chayefsky, trong đó người dẫn chương trình tin tức Howard Beale (Peter Finch) tuyên bố sẽ tự tử trực tiếp trước khán giả truyền hình. Dave Itzkoff, tác giả của Mad as Hell: The Making of Network và Fateful Vision of the Angriest Man in Movies, cho biết Chayefsky đã đưa tình huống này vào kịch bản trước khi Chubbuck tự sát. Thứ duy nhất về Chubbuck mà Itzkoff có thể tìm thấy trong các ghi chú và giấy tờ của Chayefsky là một bản thảo của kịch bản, trong đó có câu thoại (đã bị xóa) là Beale nói rằng anh sẽ tự tử "ngay trên sóng [...] giống như cô gái ở Florida". Khi quay Kate Plays Christine, đạo diễn Robert Greene đã tuyên bố "mọi người tôi gặp ở Sarasota đều tin rằng có một mối liên hệ" giữa Chubbuck và Network. Greene nói với Itzkoff rằng "Tôi không bận tâm chuyện đúng sai... Vấn đề là câu chuyện của cô ấy vang vọng theo tất cả những cách khác nhau. Điều tưởng như không đúng lắm nhưng lại hoàn toàn hợp lý".